# Sam Ligtlee
Sam Ligtlee (Eerbeek, 12 dicembre 1997) è un pistard olandese, campione del mondo 2020 nel chilometro a cronometro.
È fratello minore della ciclista Elis Ligtlee.

## Carriera
Nel 2020 a Berlino si è laureato campione del mondo nel chilometro a cronometro superando i francesi Quentin Lafargue e Michaël D'Almeida. L'anno dopo a Grenchen ha vinto il titolo europeo nella velocità a squadre, facendo suo anche l'argento nel chilometro a cronometro, preceduto dal connazionale Jeffrey Hoogland.

## Palmarès
- 2013 (Juniores)

Campionati olandesi, Chilometro a cronometro Junior
Campionati olandesi, Velocità Junior
- 2014 (Juniores)

Campionati olandesi, Keirin Junior
Campionati olandesi, Chilometro a cronometro Junior
Campionati olandesi, Velocità Junior
- 2018

1ª prova Coppa del mondo 2018-2019, Velocità a squadre (Saint-Quentin-en-Yvelines, con Roy van den Berg e Jeffrey Hoogland)
2ª prova Coppa del mondo 2018-2019, Velocità a squadre (Milton, con Nils van 't Hoenderdaal, Harrie Lavreysen e Jeffrey Hoogland)
3ª prova Coppa del mondo 2018-2019, Velocità a squadre (Berlino, con Nils van 't Hoenderdaal, Harrie Lavreysen e Jeffrey Hoogland)
- 2019

Campionati europei, Velocità a squadre Under-23 (con Koen van der Wijst e Harrie Lavreysen)
Campionati olandesi, Velocità a squadre (con Yorik Wever e Koen van der Wijst)
1ª prova Coppa del mondo 2019-2020, Velocità a squadre (Minsk, con Nils van 't Hoenderdaal, Harrie Lavreysen e Jeffrey Hoogland)
2ª prova Coppa del mondo 2019-2020, Velocità a squadre (Glasgow, con Nils van 't Hoenderdaal, Harrie Lavreysen e Jeffrey Hoogland)
- 2020

Campionati del mondo, Chilometro a cronometro
- 2021

Campionati europei, Velocità a squadre (con Roy van den Berg, Jeffrey Hoogland e Harrie Lavreysen)
- 2022

2ª prova Coppa delle Nazioni, Velocità a squadre (Milton, con Roy van den Berg, Jeffrey Hoogland e Tijmen van Loon)

## Piazzamenti

### Competizioni mondiali
- Campionati del mondo

Astana 2015 - Keirin Junior: 10º
Astana 2015 - Chilometro a cronometro Junior: 4º
Astana 2015 - Velocità Junior: 12º
Apeldoorn 2018 - Chilometro a cronometro: 8º
Pruszków 2019 - Chilometro a cronometro: 7º
Berlino 2020 - Chilometro a cronometro: vincitore
Berlino 2020 - Velocità: 25º
Roubaix 2021 - Chilometro a cronometro: 5º
Saint-Quentin-en-Yvelines 2022 - Velocità: 21º

### Competizioni europee
- Campionati europei

Anadia 2014 - Chilometro a cronometro Junior: 2º
Anadia 2014 - Velocità Junior: 8º
Anadia 2014 - Keirin Junior: 10º
Atene 2015 - Velocità Junior: 10º
Atene 2015 - Keirin Junior: 9º
Atene 2015 - Chilometro a cronometro Junior: 3º
Montichiari 2016 - Chilometro a cronometro Under-23: 9º
Montichiari 2016 - Velocità Under-23: 16º
Montichiari 2016 - Keirin Under-23: 21º
Sangalhos 2017 - Chilometro a cronometro Under-23: 3º
Sangalhos 2017 - Velocità Under-23: 10º
Sangalhos 2017 - Keirin Under-23: 9º
Berlino 2017 - Chilometro a cronometro: 13º
Glasgow 2018 - Chilometro a cronometro: 3º
Glasgow 2018 - Keirin: 25º
Gand 2019 - Velocità a squadre Under-23: vincitore
Gand 2019 - Velocità Under-23: 5º
Gand 2019 - Keirin Under-23: 13º
Apeldoorn 2019 - Chilometro a cronometro: 4º
Grenchen 2021 - Velocità a squadre: vincitore
Grenchen 2021 - Chilometro a cronometro: 2º
- Giochi europei

Minsk 2019 - Chilometro a cronometro: 4°